# Box-office 2007 au Canada et aux États-Unis
Cet article traite du box-office de 2007 au Canada et aux États-Unis.

## Classement
| Rang | Titre                                         | Pays | Réalisateur                    | Budget en USD | Recettes      | Week-End |
| ---- | --------------------------------------------- | ---- | ------------------------------ | ------------- | ------------- | -------- |
| 1.   | Spider-Man 3                                  |      | Sam Raimi                      | 215 000 000   | 336 530 303 $ | 16 (fin) |
| 2.   | Shrek le troisième                            |      | Andrew Adamson et Kelly Asbury | 160 000 000   | 322 719 944 $ | 12 (fin) |
| 3.   | Transformers                                  |      | Michael Bay                    | 150 000 000   | 319 246 193 $ | 18 (fin) |
| 4.   | Pirates des Caraïbes : Jusqu'au bout du monde |      | Gore Verbinski                 | 300 000 000   | 309 420 425 $ | 19 (fin) |
| 5.   | Harry Potter et l'Ordre du phénix             |      | David Yates                    | 150 000 000   | 292 004 738 $ | 22 (fin) |
| 6.   | Je suis une légende                           |      | Francis Lawrence               | 150 000 000   | 256 393 010 $ | 17 (fin) |
| 7.   | La Vengeance dans la peau                     |      | Paul Greengrass                |               | 227 471 070 $ | 17 (fin) |
| 8.   | Benjamin Gates et le Livre des secrets        |      | Jon Turteltaub                 |               | 219 964 115 $ | 26 (fin) |
| 9.   | Alvin et les Chipmunks                        |      | Tim Hill                       | 60 000 000    | 217 326 974 $ | 25 (fin) |
| 10.  | 300                                           |      | Zack Snyder                    | 65 000 000    | 210 614 939 $ | 18 (fin) |
| 11.  | Ratatouille                                   |      | Brad Bird                      | 150 000 000   | 206 445 654 $ | 24 (fin) |
| 12.  | Les Simpson, le film                          |      | David Silverman                | 72 500 000    | 183 135 014 $ | 21 (fin) |
| 13.  | Bande de sauvages                             |      | Walt Becker                    |               | 168 273 550 $ | 22 (fin) |
| 14.  | En cloque, mode d'emploi                      |      | Judd Apatow                    | 33 000 000    | 148 768 917 $ | 17 (fin) |
| 15.  | Juno                                          |      | Jason Reitman                  | 6 500 000     | 143 495 265 $ | 28 (fin) |
| 16.  | Rush Hour 3                                   |      | Brett Ratner                   | 140 000 000   | 140 125 968 $ | 14 (fin) |
| 17.  | Die Hard 4 : Retour en enfer                  |      | Len Wiseman                    | 110 000 000   | 134 529 403 $ | 19 (fin) |
| 18.  | Les Quatre Fantastiques et le Surfer d'argent |      | Tim Story                      | 120 000 000   | 131 921 738 $ | 18 (fin) |
| 19.  | American Gangster                             |      | Ridley Scott                   | 100 000 000   | 130 164 645 $ | 13 (fin) |
| 20.  | Il était une fois                             |      | Kevin Lima                     | 85 000 000    | 127 807 262 $ | 16 (fin) |
| 21.  | Bee Movie : Drôle d'abeille                   |      | Jerry Seinfeld                 | 150 000 000   | 126 631 277 $ | 15 (fin) |
| 22.  | SuperGrave                                    |      | Greg Mottola                   | 20 000 000    | 121 463 226 $ | 10 (fin) |
| 23.  | Quand Chuck rencontre Larry                   |      | Dennis Dugan                   |               | 120 059 556 $ | 13 (fin) |
| 24.  | Hairspray                                     |      | Adam Shankman                  |               | 118 871 849 $ | 14 (fin) |
| 25.  | Les Rois du patin                             |      | Josh Gordon et Will Speck      | 61 000 000    | 118 594 548 $ | 15 (fin) |
| 26.  | Ocean's Thirteen                              |      | Steven Soderbergh              | 85 000 000    | 117 154 724 $ | 15 (fin) |
| 27.  | Ghost Rider                                   |      | Mark Steven Johnson            | 110 000 000   | 115 802 596 $ | 11 (fin) |
| 28.  | Evan tout-puissant                            |      | Tom Shadyac                    | 200 000 000   | 100 462 298 $ | 15 (fin) |

## Classement par Week End
| #  | Date              | Film no 1                                     | Recettes      |
| -- | ----------------- | --------------------------------------------- | ------------- |
| 1  | 5 janvier 2007    | La Nuit au musée                              | 23 743 960 $  |
| 2  | 12 janvier 2007   | Steppin'                                      | 21 833 312 $  |
| 3  | 19 janvier 2007   | Steppin'                                      | 12 287 352 $  |
| 4  | 26 janvier 2007   | Big Movie                                     | 18 612 544 $  |
| 5  | 2 février 2007    | Les Messagers                                 | 14 713 321 $  |
| 6  | 9 février 2007    | Norbit                                        | 34 195 434 $  |
| 7  | 16 février 2007   | Ghost Rider                                   | 45 388 836 $  |
| 8  | 23 février 2007   | Ghost Rider                                   | 20 067 443 $  |
| 9  | 2 mars 2007       | Bande de sauvages                             | 39 699 023 $  |
| 10 | 9 mars 2007       | 300                                           | 74 636 842 $  |
| 11 | 16 mars 2007      | 300                                           | 32 877 328 $  |
| 12 | 23 mars 2007      | TMNT : Les Tortues Ninja                      | 24 255 205 $  |
| 13 | 30 mars 2007      | Les Rois du patin                             | 33 014 202 $  |
| 14 | 6 avril 2007      | Les Rois du patin                             | 22 522 330 $  |
| 15 | 13 avril 2007     | Paranoïak                                     | 22 224 982 $  |
| 16 | 20 avril 2007     | Paranoïak                                     | 13 010 778 $  |
| 17 | 27 avril 2007     | Paranoïak                                     | 9 023 835 $   |
| 18 | 4 mai 2007        | Spider-Man 3                                  | 151 116 516 $ |
| 19 | 11 mai 2007       | Spider-Man 3                                  | 58 166 256 $  |
| 20 | 18 mai 2007       | Shrek le troisième                            | 121 629 270 $ |
| 21 | 25 mai 2007       | Pirates des Caraïbes : Jusqu'au bout du monde | 114 732 820 $ |
| 22 | 1er juin 2007     | Pirates des Caraïbes : Jusqu'au bout du monde | 44 206 660 $  |
| 23 | 8 juin 2007       | Ocean's Thirteen                              | 36 133 403 $  |
| 24 | 15 juin 2007      | Les Quatre Fantastiques et le Surfer d'argent | 58 051 684 $  |
| 25 | 22 juin 2007      | Evan tout-puissant                            | 31 192 615 $  |
| 26 | 29 juin 2007      | Ratatouille                                   | 47 027 395 $  |
| 27 | 6 juillet 2007    | Transformers                                  | 70 502 384 $  |
| 28 | 13 juillet 2007   | Harry Potter et l'Ordre du phénix             | 77 108 414 $  |
| 29 | 20 juillet 2007   | Quand Chuck rencontre Larry                   | 34 233 750 $  |
| 30 | 27 juillet 2007   | Les Simpson, le film                          | 74 036 787 $  |
| 31 | 3 aout 2007       | La Vengeance dans la peau                     | 69 283 690 $  |
| 32 | 10 aout 2007      | Rush Hour 3                                   | 49 100 158 $  |
| 33 | 17 aout 2007      | SuperGrave                                    | 33 052 411 $  |
| 34 | 24 aout 2007      | SuperGrave                                    | 18 044 369 $  |
| 35 | 31 aout 2007      | Halloween                                     | 26 362 367 $  |
| 36 | 7 septembre 2007  | 3 h 10 pour Yuma                              | 14 035 033 $  |
| 37 | 14 septembre 2007 | À vif                                         | 13 471 488 $  |
| 38 | 21 septembre 2007 | Resident Evil: Extinction                     | 23 678 580 $  |
| 39 | 28 septembre 2007 | Maxi papa                                     | 22 950 971 $  |
| 40 | 5 octobre 2007    | Maxi papa                                     | 16 609 377 $  |
| 41 | 12 octobre 2007   | Pourquoi je me suis marié ?                   | 21 353 789 $  |
| 42 | 19 octobre 2007   | 30 jours de nuit                              | 15 951 902 $  |
| 43 | 26 octobre 2007   | Saw 4                                         | 31 756 754 $  |
| 44 | 2 novembre 2007   | American Gangster                             | 43 565 115 $  |
| 45 | 9 novembre 2007   | Bee Movie : Drôle d'abeille                   | 25 565 462 $  |
| 46 | 16 novembre 2007  | La Légende de Beowulf                         | 27 515 871 $  |
| 47 | 23 novembre 2007  | Il était une fois                             | 33 440 317 $  |
| 48 | 30 novembre 2007  | Il était une fois                             | 16 403 316 $  |
| 49 | 7 décembre 2007   | À la croisée des mondes : La Boussole d'or    | 25 783 232 $  |
| 50 | 14 décembre 2007  | Je suis une légende                           | 77 211 321 $  |
| 51 | 21 décembre 2007  | Benjamin Gates et le Livre des secrets        | 44 783 772 $  |
| 52 | 28 décembre 2007  | Benjamin Gates et le Livre des secrets        | 35 672 708 $  |